# L'Homme qui osa
 (juillet 2025).
Pour plus de détails, voir Fiche technique et Distribution.
L'Homme qui osa est un film fantastique belge tourné par Jean Delire dans les Flandres en 1966, adapté de la nouvelle éponyme de Jean Ray.

## Argument
Dans un village au bord d’une rivière, l’inquiétude règne depuis longtemps parmi la population. Régulièrement, des gens et des bêtes disparaissent toujours au même endroit : dans les marais des étangs noirs, au-delà de la rivière. On a en vain essayé de percer le mystère de ces disparitions. Les processions, les exorcismes et les cierges constituent le dernier espoir de la population.

## Récompense
Le film obtient une mention de qualité et prix en France.[réf. nécessaire]